# Renatus van Angers

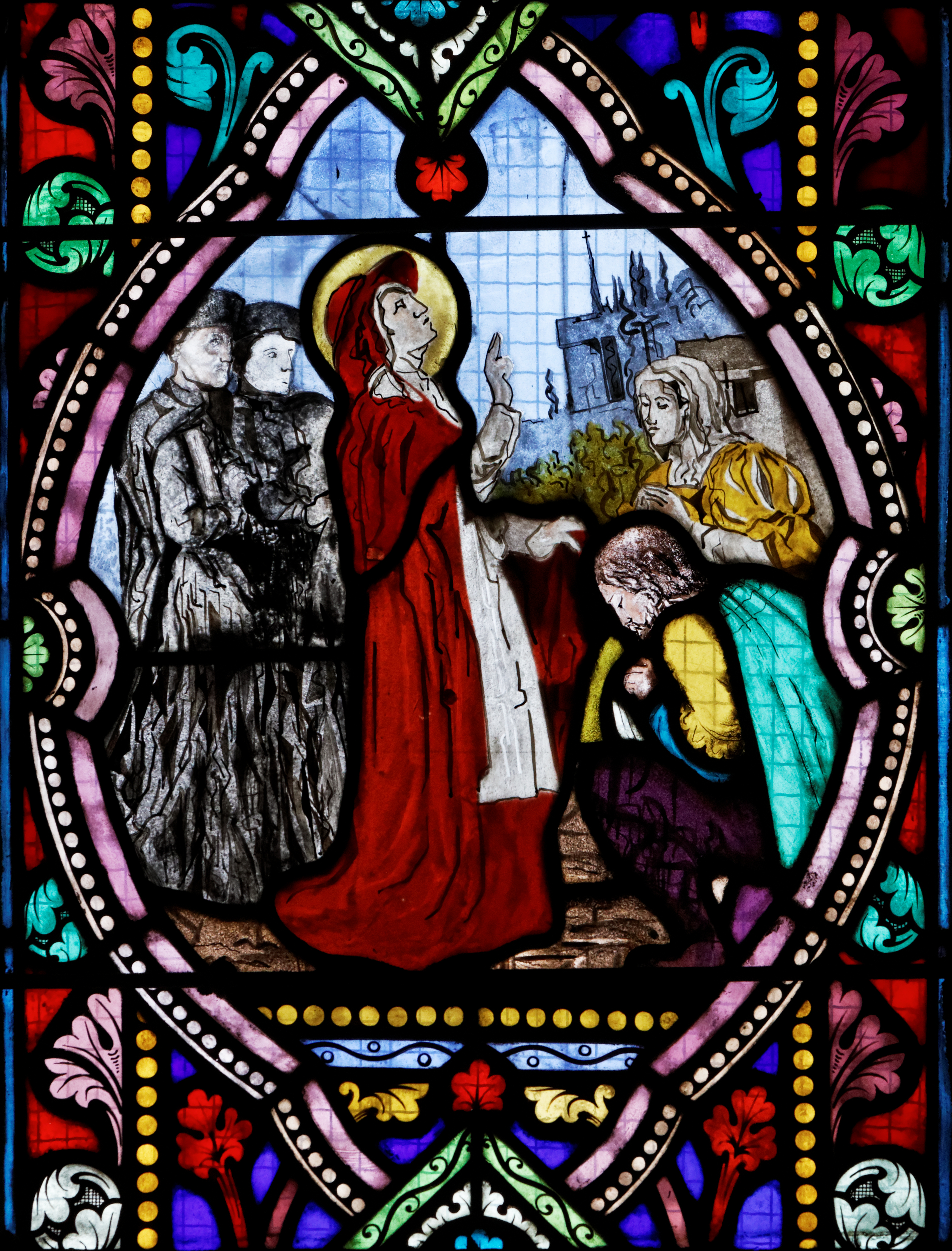
Sint Renatus op een detail van een gebrandschilderd raam in de kathedraal van Saint-Corentin de Quimper.

De heilige Renatus van Angers was een waarschijnlijk legendarische Gallo-Romeinse bisschop die in de 5e eeuw geleefd zou hebben.
De legende is gebaseerd op een uit 905 daterende levensbeschrijving van de heilige bisschop Maurilius van Angers, waarvan het waarheidsgehalte echter wordt betwijfeld. Volgens deze bron zou Renatus opnieuw tot leven gewekt zijn door Maurilius, die hij later kort voor 450 ook zou zijn opgevolgd als bisschop van Angers. Hij dankt aan deze wederopwekking zijn naam Renatus, herboren.
Renatus is de patroon(-heilige) van de stad Angers en van de klompenmakers. Zijn feestdag is 12 november in Frankrijk en 16 november in Italië.